# اکران (کنتاکی)
اکران (به انگلیسی: Ekron) شهری در ایالت کنتاکی کشور ایالات متحده آمریکا است که جمعیت آن در سرشماری سال ۲۰۱۰ میلادی، ۱۳۵ نفر بوده‌است.